# Ókxovo
Ókxovo (en rus: Окшово) és un poble de l'óblast de Vladímir, a Rússia, segons el cens del 2010 tenia 94 habitants. Pertany al districte municipal de Mélenki.